# Petal, Mississippi
Petal là một thành phố thuộc quận Forrest, tiểu bang Mississippi, Hoa Kỳ. Năm 2010, dân số của thành phố này là 10 454 người.

## Dân số
- Dân số năm 2000: 9 831 người.
- Dân số năm 2010: 10 454 người.